# Église en fer

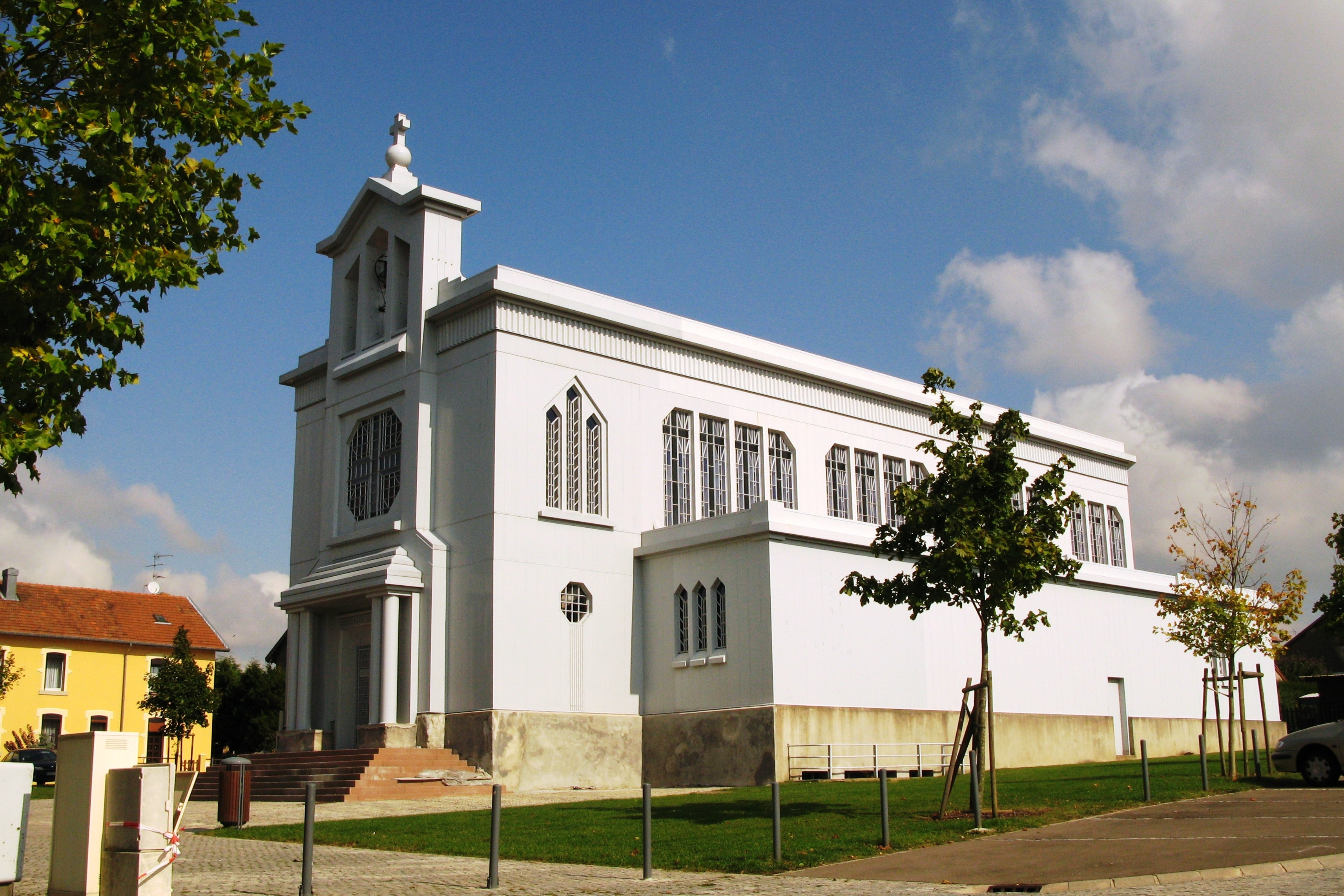
L'église Sainte-Barbe de Crusnes fut construite entre 1937 et 1939 suivant les plans de Claude Robbe (relayés par Alphonse Fénaux), architectes de la société de Wendel et réalisée par la société Fillod. Ferdinand Fillod avait déposé en 1928 plusieurs brevets sur des procédés de construction de maisons préfabriquées en métal. Cette église a été conçue comme un prototype pour la fabrication en série d'églises destinées aux pays de mission.

Une église en fer (anglais : iron church) ou un tabernacle en fer-blanc (anglais : tin tabernacle) est un type d'église préfabriquée et métallique.

## Histoire
Les églises en fer furent initiées à partir du milieu du XIXe siècle au Royaume-Uni. À Londres, en 1829, la tôle ondulée fut d'abord utilisée pour constituer des toitures par l'ingénieur civil Henry Robinson Palmer (en), et le brevet fut ensuite vendu à Richard Walker qui, en 1932, faisait des publicités pour des « bâtiments portables pour l'exportation ». Le procédé pour produire de la tôle, et, pour prévenir la corrosion, les tôles étaient galvanisées, un procédé développé dans les années 1830 par Stanislas Sorel.  
La révolution industrielle fut une période de croissance démographique et de déplacements de populations. Des villes se sont développées à mesure que la main-d'œuvre s'installait dans de nouvelles zones industrielles, ce qui conduisit à la construction de plus de 4 000 églises à partir de 1850. L'Église d'Angleterre, influencée par Augustus Pugin, la Cambridge Camden Society (en) et John Ruskin, était initialement sceptique sur le concept de bâtiments en tôle ondulée. Cependant, les fabricants trouvèrent d'autres marchés, notamment dans les colonies de l'Empire britannique, où 19 églises de ce type furent construites dans la seule ville de Melbourne, en Australie, en 1851. Autre exemple, une église de 20 mètres sur 12 entièrement construite en fonte et en fer forgé et recouverte de tôle ondulée a été construite en Jamaïque pour un coût de 1 000 £. William Morris, fondateur du mouvement Arts & Crafts, écrivit un pamphlet en 1890 décriant la construction de bâtiments en tôle ondulée « qui se répandaient comme une peste dans le pays. »
Des églises, des chapelles et des salles de mission furent construites dans les nouvelles zones industrielles, les villages de mineurs, les villes ferroviaires et dans des lieux ruraux et côtiers plus isolés. Les propriétaires fonciers ou les employeurs donnaient souvent des parcelles de terrain et contribuaient parfois au coût de la construction, bien que beaucoup aient été financées par des souscriptions publiques. John Crichton-Stuart (3e marquis de Bute) a offert la première cathédrale catholique romaine érigée à Oban en 1886. Somptueusement décorée et meublée, elle dura 50 ans jusqu'à son remplacement.
Les premières églises en fer étaient faciles à ériger mais chères, coûtant entre 2 et 4 £ par siège. L'église Saint-Marc de Birkenhead, construite en 1867, coûtait plus de 2 000 £ pour 500 sièges. Les prix baissèrent à presque 1 £ par siège vers la fin du siècle. Le catalogue de 1901 de David Rowell & Co annonçait une église pouvant accueillir 400 personnes, livrée à la gare la plus proche et érigée sur les fondations de l'acheteur, pour un coût de 360 £. Le catalogue de 1896 d'Isaac Dixon mentionnait que la société avait fourni près de 150 églises au cours des dix années précédentes et que le prix était passé de 35 shillings à 20 shillings (1,75 £ à 1 £) par place assise, plus le coût des fondations, du chauffage et de l'éclairage qui pouvaient ajouter 70 £ supplémentaires pour une église de 200 places[9].
Plusieurs tabernacles en fer-blanc subsistent en tant que lieux de culte ; certains ont le statut de bâtiment classé et d'autres ont été convertis à d'autres usages. Certaines chapelles ont été déplacées dans des musées pour être préservées. L'église de la mission Saint-Chad a été déplacée de Telford au Ironbridge Gorge Museum Trust (en) de la Blists Hill Victorian Town (en), dans la Vallée d'Ironbridge, tandis que l'église Saint-Sauveur de Westhouses (en) dans le Derbyshire peut être vue sur le site de Swanwick Junction railway station (en) du Midland Railway Centre (en). L'église Sainte-Marguerite de South Wonston, près de Winchester, dans le Hampshire, est maintenant située au Weald and Downland Living Museum (en) dans le West Sussex.

## Constructeurs
- David Rowell & Co. (en)
- David Bellhouse (en)

## Angleterre
| Symbole | Signification               |
| ------- | --------------------------- |
| (*)     | Cette église n'existe plus. |

| Nom | Lieu                                                                  | Photo | Affiliation       | Notes                                       |
| --- | --------------------------------------------------------------------- | ----- | ----------------- | ------------------------------------------- |
| St John's Church                                                                                              | Adlington (Cheshire) 53° 19′ 10″ N, 2° 06′ 49″ O                      |       |                   |                                             |
| Alhampton Mission Church (en)                                                                                 | Alhampton (en), Somerset 51° 06′ 35″ N, 2° 31′ 58″ O                  |       |                   |                                             |
| Free Church Mission Hall                                                                                      | Ashtead, Surrey 51° 18′ 49″ N, 0° 18′ 37″ O                           |       |                   |                                             |
| St Felix Chapel                                                                                               | Babingley, Norfolk 52° 48′ 32″ N, 0° 29′ 02″ E                        |       |                   |                                             |
| Bartley Tin Church                                                                                            | Bartley (Hampshire) 50° 54′ 33″ N, 1° 33′ 16″ O                       |       |                   |                                             |
| Oldfield Park Methodist Church (*)                                                                            | Bath, Somerset                                                        |       |                   |                                             |
| Church of the Ascension                                                                                       | Bedmond, Hertfordshire 51° 43′ 23″ N, 0° 24′ 39″ O                    |       |                   |                                             |
| St Peter's Church                                                                                             | Beech, Hampshire 51° 08′ 39″ N, 1° 00′ 43″ O                          |       | Anglican          |                                             |
| Christ Church (Blackgang Mission)                                                                             | Blackgang, Isle of Wight 50° 35′ 41″ N, 1° 19′ 00″ O                  |       | None (            |                                             |
| St Barnabas' Church                                                                                           | Blackwater, Isle of Wight 50° 40′ 30″ N, 1° 17′ 01″ O                 |       |                   |                                             |
| Blennerhasset Evangelical Mission                                                                             | Blennerhasset, Cumbria 54° 45′ 40″ N, 3° 16′ 48″ O                    |       |                   |                                             |
| St Matthew's Church (*)                                                                                       | Boultham, Lincoln 53° 13′ 14″ N, 0° 33′ 12″ O                         |       |                   |                                             |
| Shaftesbury Hall                                                                                              | Bowes Park, London 51° 36′ 26″ N, 0° 07′ 16″ O                        |       |                   |                                             |
| Church in the Woods                                                                                           | Bramdean Common, Hampshire 51° 03′ 32″ N, 1° 05′ 59″ O                |       |                   |                                             |
| All Saints' Church                                                                                            | Brokerswood, Wiltshire 51° 16′ 07″ N, 2° 14′ 05″ O                    |       |                   |                                             |
| St Mary's Church                                                                                              | Burgh Parva, Melton Constable, Norfolk 52° 51′ 39″ N, 1° 02′ 02″ E    |       |                   |                                             |
| Former Railway Mission                                                                                        | Bury St Edmunds, Suffolk 52° 15′ 14″ N, 0° 42′ 50″ O                  |       |                   |                                             |
| St Mary's Church                                                                                              | Cadgwith, Cornouailles 49° 59′ 16″ N, 5° 10′ 50″ O                    |       |                   |                                             |
| Old St Columbia's Church (*)                                                                                  | Catisfield, Fareham, Hampshire 50° 51′ 12″ N, 1° 13′ 26″ O            |       |                   |                                             |
| Sealand Road URC                                                                                              | Chester, Cheshire 53° 11′ 40″ N, 2° 54′ 01″ O                         |       |                   |                                             |
| St Saviour's Church                                                                                           | Chiddingstone Causeway, Kent 51° 11′ 55″ N, 0° 10′ 17″ E              |       |                   |                                             |
| Chilworth Mission Church                                                                                      | Chilworth, Surrey 51° 12′ 49″ N, 0° 32′ 15″ O                         |       |                   |                                             |
| Clara Vale Methodist Church                                                                                   | Clara Vale, Tyne and Wear 54° 58′ 41″ N, 1° 47′ 32″ O                 |       |                   |                                             |
| St Hugh's | Cockernhoe, Hertfordshire 51° 53′ 56″ N, 0° 21′ 52″ O                 |       |                   |                                             |
| St Andrew's Mission Church                                                                                    | Crabtree, Burscough, Lancashire 53° 36′ 16″ N, 2° 51′ 54″ O           |       | [                 |                                             |
| St Barbara's Church                                                                                           | Deepcut Barracks, Surrey 51° 18′ 22″ N, 0° 42′ 17″ O                  |       |                   |                                             |
| St Saviour's Church                                                                                           | Dottery, Dorset 50° 45′ 13″ N, 2° 46′ 09″ O                           |       | [                 |                                             |
| Edge End Methodist Church                                                                                     | Edge End, Gloucestershire 51° 49′ 00″ N, 2° 35′ 25″ O                 |       |                   |                                             |
| Catholic church of St Vincent de Paul                                                                         | Fen Ditton, Cambridgeshire 52° 12′ 54″ N, 0° 10′ 05″ E                |       |                   |                                             |
| Glyn Hall | Ewell, Surrey 51° 20′ 57″ N, 0° 14′ 55″ O                             |       |                   |                                             |
| St Saviour's Church                                                                                           | Faversham, Kent 51° 18′ 51″ N, 0° 53′ 50″ E                           |       |                   |                                             |
| Main Street Community Church                                                                                  | Frodsham, Cheshire 53° 17′ 41″ N, 2° 43′ 45″ O                        |       |                   |                                             |
| Golden Green Mission Church                                                                                   | Golden Green, Kent 51° 12′ 36″ N, 0° 20′ 35″ E                        |       |                   |                                             |
| St Francis's Church                                                                                           | Gosport, Hampshire 50° 46′ 57″ N, 1° 08′ 02″ O                        |       |                   |                                             |
| Urswick United Reformed Church                                                                                | Great Urswick, Cumbria 54° 09′ 45″ N, 3° 07′ 09″ O                    |       |                   |                                             |
| Seventh Day Baptist Church                                                                                    | Greet, Birmingham 52° 27′ 17″ N, 1° 51′ 26″ O                         |       |                   |                                             |
| Gate House Baptist Chapel                                                                                     | Hadlow Down, Sussex de l'Est 51° 00′ 05″ N, 0° 10′ 29″ E              |       |                   |                                             |
| Evangelical Church                                                                                            | Haggerston, Hackney, London 51° 32′ 20″ N, 0° 03′ 54″ O               |       |                   | The                                         |
| Halse Mission Church                                                                                          | Halse, Northamptonshire 52° 03′ 31″ N, 1° 10′ 30″ O                   |       |                   |                                             |
| St Philip's Church                                                                                            | Hassall Green, Cheshire 53° 07′ 15″ N, 2° 20′ 01″ O                   |       |                   |                                             |
| Hazeleigh Church (*)                                                                                          | Hazeleigh, Essex                                                      |       |                   |                                             |
| Heathrow Chapel (*)                                                                                           | Heathrow, Middlesex                                                   |       |                   |                                             |
| Pentecostal Mission Hall                                                                                      | Hermitage, Southbourne, West Sussex 50° 50′ 37″ N, 0° 55′ 39″ O       |       |                   |                                             |
| St Peter's Church                                                                                             | High Salvington, West Sussex 50° 50′ 55″ N, 0° 24′ 29″ O              |       |                   |                                             |
| Good Shepherd Mission                                                                                         | Hurlston Green, Scarisbrick, Lancashire 53° 35′ 48″ N, 2° 54′ 32″ O   |       |                   |                                             |
| St Michael and All Angels' Church                                                                             | Hythe, Kent 51° 04′ 11″ N, 1° 04′ 56″ E                               |       |                   |                                             |
| Kilburn tin tabernacle                                                                                        | Kilburn, London 51° 32′ 10″ N, 0° 11′ 32″ O                           |       |                   |                                             |
| Knowle Mission Room                                                                                           | Knowle, Shropshire 52° 21′ 48″ N, 2° 35′ 33″ O                        |       |                   |                                             |
| Community of Christ (known locally as the "Little Blue Church" and sometimes as the "Iron Church"), Leicester | Leicester 52° 39′ 35″ N, 1° 08′ 00″ O                                 |       |                   | Location: 330 Abbey Lane, Leicester LE4 2AB |
| Linwood Methodist Chapel                                                                                      | Linwood, Lincolnshire 53° 21′ 51″ N, 0° 20′ 03″ O                     |       |                   |                                             |
| Mission Hall                                                                                                  | Liss, Hampshire 51° 02′ 35″ N, 0° 53′ 25″ O                           |       | Plymouth Brethren |                                             |
| St Saviour's Church (*)                                                                                       | Liss Forest, Hampshire 51° 03′ 15″ N, 0° 53′ 07″ O                    |       |                   |                                             |
| St Peter's Church                                                                                             | Lower Withington, Cheshire 53° 13′ 43″ N, 2° 17′ 29″ O                |       |                   |                                             |
| Ludgershall Mission Hall                                                                                      | Ludgershall, Wiltshire51° 15′ 17″ N, 1° 36′ 56″ O                     |       |                   |                                             |
| St John the Baptist Church                                                                                    | Maesbury, Shropshire 52° 49′ 25″ N, 3° 01′ 30″ O                      |       |                   |                                             |
| St Mary's Church                                                                                              | Newton-by-the-Sea, Northumberland 55° 31′ 02″ N, 1° 37′ 21″ O         |       |                   |                                             |
| Newton Heath Evangelical Church                                                                               | Newton Heath, Manchester 53° 29′ 57″ N, 2° 10′ 37″ O                  |       |                   |                                             |
| Congregational Chapel                                                                                         | Old Heath, Colchester, Essex 51° 52′ 06″ N, 0° 55′ 42″ E              |       |                   |                                             |
| St Michael's Church                                                                                           | Peasmarsh, Surrey 51° 12′ 31″ N, 0° 34′ 53″ O                         |       |                   |                                             |
| Christchurch                                                                                                  | Pointon, Bourne, Lincolnshire 52° 52′ 22″ N, 0° 20′ 46″ O             |       |                   |                                             |
| Heath Church                                                                                                  | Reigate, Surrey 51° 14′ 17″ N, 0° 13′ 27″ O                           |       |                   |                                             |
| St John's Church                                                                                              | Rookley, Isle of Wight 50° 39′ 22″ N, 1° 17′ 03″ O                    |       |                   |                                             |
| St Gabriel's Church                                                                                           | Rough Common, Kent 51° 17′ 35″ N, 1° 02′ 55″ E                        |       |                   |                                             |
| Cuxton Chapel, Kent Life                                                                                      | Sandling, Kent 51° 17′ 51″ N, 0° 30′ 18″ E                            |       |                   |                                             |
| St Mary the Virgin's Church                                                                                   | Shepperdine, South Gloucestershire 51° 39′ 49″ N, 2° 33′ 17″ O        |       |                   |                                             |
| St Mary's Church Room                                                                                         | Sole Street, Cobham, Kent 51° 23′ 01″ N, 0° 22′ 46″ E                 |       |                   |                                             |
| Great Moulton Chapel, Museum of East Anglian Life                                                             | Stowmarket, Suffolk 52° 10′ 58″ N, 0° 59′ 34″ E                       |       |                   |                                             |
| St Paul's Church                                                                                              | Strines, Marple, Greater Manchester 53° 22′ 29″ N, 2° 02′ 36″ O       |       |                   |                                             |
| St Saviour's Church, Midland Railway Centre                                                                   | Swanwick Junction, Derbyshire 53° 03′ 42″ N, 1° 22′ 58″ O             |       |                   |                                             |
| Thorlby Chapel                                                                                                | Thorlby, North Yorkshire 53° 58′ 18″ N, 2° 03′ 10″ O                  |       |                   |                                             |
| All Saints' Church (*)                                                                                        | Thrupp, Gloucestershire 51° 43′ 36″ N, 2° 12′ 05″ O                   |       |                   |                                             |
| St Andrew's Church                                                                                            | Tonbridge, Kent 51° 12′ 31″ N, 0° 18′ 18″ E                           |       |                   |                                             |
| St Antony of Padua Roman Catholic Church                                                                      | Trafford Park Village, Greater Manchester 53° 27′ 59″ N, 2° 18′ 40″ O |       |                   |                                             |
| Twitton Mission Church                                                                                        | Twitton, Otford, Kent 51° 18′ 49″ N, 0° 10′ 04″ E                     |       |                   |                                             |
| St James's Church (*)                                                                                         | Vines Cross, Sussex de l'Est 50° 56′ 16″ N, 0° 15′ 59″ E              |       |                   |                                             |
| St Paul's Mission Church                                                                                      | Warren Row, Berkshire 51° 31′ 10″ N, 0° 49′ 51″ O                     |       |                   |                                             |
| West End Free Church                                                                                          | West End, Hampshire 50° 55′ 26″ N, 1° 20′ 07″ O                       |       |                   |                                             |
| St George's Church                                                                                            | West End, Surrey 51° 21′ 40″ N, 0° 22′ 55″ O                          |       |                   |                                             |
| Westergate Mission Hall                                                                                       | Westergate, West Sussex 50° 50′ 33″ N, 0° 40′ 03″ O                   |       |                   |                                             |
| Church of St Francis                                                                                          | Westhope, Canon Pyon, Herefordshire 52° 09′ 18″ N, 2° 47′ 06″ O       |       |                   |                                             |
| Winterslow Baptist Church                                                                                     | Winterslow, Wiltshire 51° 05′ 15″ N, 1° 39′ 58″ O                     |       |                   |                                             |
| Church Hall at Braemar Avenue Baptist Church                                                                  | Wood Green, London 51° 36′ 02″ N, 0° 07′ 03″ O                        |       |                   |                                             |
| Woodmancote Mission Church                                                                                    | Woodmancote, West Sussex 50° 51′ 44″ N, 0° 54′ 00″ O                  |       |                   |                                             |
| Yeading Christian Fellowship                                                                                  | Yeading, London 53° 46′ 09″ N, 2° 41′ 54″ O                           |       |                   |                                             |

### Australie
| Nom                 | Lieu                                                           | Photo | Affiliation                                                       | Notes |
| ------------------- | -------------------------------------------------------------- | ----- | ----------------------------------------------------------------- | --- |
| Wesleyan Church     | Darwin, Territoire du Nord 12° 26′ 46″ S, 130° 50′ 09″ E       |       | Aucune (anciennement Wesleyan Methodist Church of Australia (en)) | Construite à Adelaide, elle fut expédiée à Darwin en 1897. Elle fut restorée et déplacée au George Brown Darwin Botanic Gardens (en) en 2001, où elle est maintenant un café |
| St Barnabas' Church | Oxley (Nouvelle-Galles du Sud) 34° 11′ 35″ S, 144° 06′ 08″ E   |       | Église anglicane d'Australie                                      | Avec l'église de Booligal, elle fait partie de la Hay Parish dans le Diocese of Riverina (en)                                                                                |
| St Alban's Church   | Booligal, Nouvelle-Galles du Sud 33° 52′ 03″ S, 144° 53′ 10″ E |       | Église anglicane d'Australie                                      | |